# Van Helsing (film)
Van Helsing – amerykańsko-czeski film przygodowy dark fantasy z 2004 roku, wyreżyserowany przez Stephena Sommersa. Zdjęcia do filmu powstały m.in. w Czechach.

## Fabuła
Gabriel Van Helsing jest łowcą potworów, który łączy siły z Anną Valerious, żeby zniszczyć hrabiego Drakulę, siejącego spustoszenie w Transylwanii i wraz ze swymi oblubienicami zabija okolicznych mieszkańców.

## Obsada
- Hugh Jackman – Gabriel Van Helsing
- Kate Beckinsale – Anna Valerious
- Richard Roxburgh – Hrabia Vladislaus Drakula
- David Wenham – Carl
- Shuler Hensley – Potwór Frankensteina
- Elena Anaya – Aleera
- Will Kemp – Velkan
- Kevin J. O’Connor – Igor
- Alun Armstrong – kardynał Jinette
- Silvia Colloca – Verona
- Samuel West – dr Wiktor Frankenstein
- Josie Maran – Marishka
- Robbie Coltrane – pan Hyde
- Stephen Fisher – dr Jekyll
- Samantha Sommers – wampirze dziecko

## Box office
Film przyniósł łącznie 300 milionów dolarów przychodów z biletów kinowych, przy budżecie szacowanym na 160 mln USD.